# Superstar (4Minute)
Superstar è il secondo singolo del gruppo musicale sudcoreano 4Minute, pubblicato il 16 luglio 2010.

## Descrizione
Il brano era previsto come terzo singolo nell'EP Hit Your Heart al posto di HighLight ma fu scartato e fatto come singolo in digitale.
La versione instrumental è stata inserita nelle tracce del singolo.

## Video musicale
Il videoclip è uscito il 20 luglio 2010, dopo varie esibizioni della canzone, inserite nel video.

## Tracce
1. Superstar
2. I My Me Mine
3. HuH
4. Superstar (inst.)

## Classifiche
| Classifica                 | Posizione massima |
| -------------------------- | ----------------- |
| Gaon Digital chart         | 2                 |
| Gaon Streaming chart       | 4                 |
| Gaon Download chart        | 8                 |
| Gaon BGM chart             | 9                 |
| Gaon Mobile Ringtone chart | 22                |